# يوتوبيا تكنولوجية
اليوتوبيا التكنولوجية (ما يُطلق عليها اليوتوبية التقنية أو التكنويوتوبية) هي أي أيديولوجية تقوم على افتراض أن التقدم في العلوم والتكنولوجيا يمكنه، ويجب عليه، أن يحقق اليوتوبيا (المدينة الفاضلة)، أو على الأقل يساعد في تحقيق أحد الأهداف اليوتوبية.
لذلك، تُعد اليوتوبيا التكنولوجية مجتمعًا مثاليًا، حيث تعمل القوانين والحكومات والظروف الاجتماعية بالكامل لصالح ورفاهية جميع المواطنين، ويقع هذا المجتمع في المستقبل القريب أو البعيد، حيث ستسمح العلوم والتكنولوجيا المتقدمة بوجود هذه المعايير المثالية للحياة؛ مثل مجتمعات ما بعد الندرة، أو التحولات في الطبيعة البشرية، أو تجنب المعاناة والوقاية منها، بل وحتى القضاء على الموت.

## تاريخ
بدأت حركة اليوتوبية التكنولوجية في الازدهار في ثقافة الدوت كوم خلال تسعينيات القرن العشرين، لا سيما في الساحل الغربي للولايات المتحدة، وخاصة حول وادي السيليكون. وقد كانت "الأيديولوجية الكاليفورنية" مجموعة من المعتقدات التي جمعت بين المواقف البوهيمية والمناهضة للسلطة المستمدة من الثقافة المضادة في الستينيات، وبين اليوتوبية التكنولوجية ودعم السياسات الاقتصادية الليبرالية. وقد انعكست هذه الأيديولوجية، وتم الإبلاغ عنها، بل وتم الترويج لها بنشاط في صفحات مجلة Wired، التي تأسست في سان فرانسيسكو عام 1993، وخدمت لعدة سنوات كـ"كتاب مقدس" لمعتنقي هذه الأفكار.
وقد عكست هذه النسخة من اليوتوبية التكنولوجية الإيمان بأن التغيير التكنولوجي يثوّر شؤون البشر، وأن التكنولوجيا الرقمية – والتي كان يُنظر للإنترنت حينها كمجرد إرهاص بسيط لها – ستزيد من الحرية الشخصية من خلال تحرير الأفراد من قبضة الحكومة البيروقراطية الكبيرة. وكان يُعتقد أن "العاملين بالمعرفة المتمكنين ذاتياً" سيجعلون من الهياكل الهرمية التقليدية شيئاً من الماضي؛ وأن الاتصالات الرقمية ستسمح لهم بالهروب من المدينة الحديثة، التي اعتُبرت "بقايا عتيقة من العصر الصناعي".
وقد دخلت أشكال مماثلة من "اليوتوبية الرقمية" غالبًا في الرسائل السياسية للأحزاب والحركات الاجتماعية التي أشارت إلى الويب أو الإعلام الجديد عمومًا كعوامل للتغيير السياسي والاجتماعي. وادعى أتباعها أنها تجاوزت التصنيفات السياسية التقليدية "يمين/يسار" من خلال جعل السياسة نفسها غير ذات صلة. ومع ذلك، اجتذبت اليوتوبية التكنولوجية الغربية بشكل غير متناسب أتباعًا من اليمين الليبرتاري في الطيف السياسي. وغالبًا ما يتبنى اليوتوببون التكنولوجيون الغربيون موقفاً عدائياً تجاه تنظيم الحكومة، ويؤمنون بتفوق نظام السوق الحرة. ومن بين "العرافين" البارزين لليوتوبية التكنولوجية كان جورج غيلدر وكيفن كيلي، محرر مجلة Wired الذي نشر أيضًا عدة كتب.
خلال طفرة الدوت كوم في أواخر التسعينيات، حينما أدت الفقاعة المضاربية إلى ادعاءات بأن عصر "الازدهار الدائم" قد حل، ازدهرت اليوتوبية التكنولوجية، خاصة بين النسبة الصغيرة من السكان الذين كانوا موظفين في شركات الإنترنت الناشئة و/أو يملكون كميات كبيرة من أسهم التكنولوجيا المتقدمة. ومع الانهيار اللاحق، اضطر العديد من هؤلاء اليوتوبين إلى تقييد بعض معتقداتهم في مواجهة عودة الواقع الاقتصادي التقليدي بشكل واضح.
وبحسب مجلة الإيكونوميست، فإن ويكيبيديا "لها جذور في التفاؤل التكنولوجي الذي ميز الإنترنت في نهاية القرن العشرين، حيث كان يُعتقد أن الناس العاديين يمكنهم استخدام أجهزة الكمبيوتر كأدوات للتحرر والتعليم والاستنارة." 